# Karlmann (Frankreich)

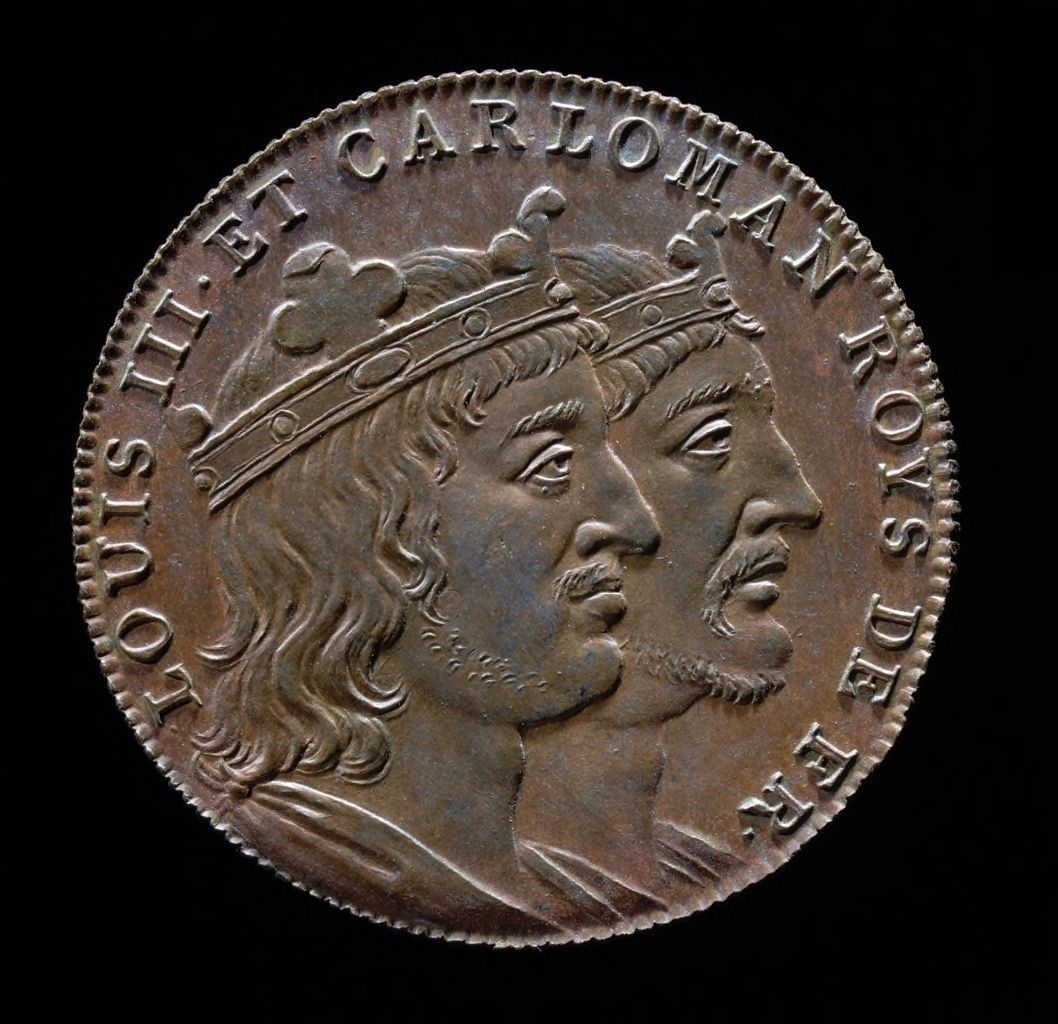
Münze aus dem 18. Jahrhundert mit fiktiven Porträts der Könige Ludwig III. und Karlmann II.

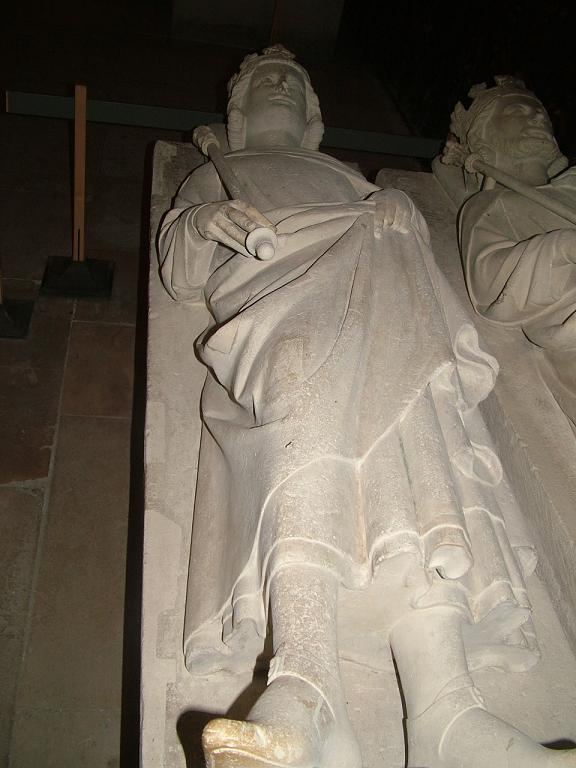
Hochgrab Karlmanns II. in der Kathedrale von Saint-Denis bei Paris

Karlmann, auch Karlmann II., französisch Carloman, (* 866; † 6./12. Dezember 884 bei Les Andelys) aus der Herrscherfamilie der Karolinger war von 879 bis 884 König des Westfränkischen Reiches, ab 882 als Alleinherrscher.
In Unterscheidung zu König Karlmann I., dem jüngeren Bruder Karls des Großen, wird Karlmann oft mit der Ordnungszahl II. benannt.

## Leben
Karlmann war der jüngere Sohn von König Ludwig dem Stammler aus dessen erster Ehe mit Ansgard von Burgund; erzogen wurde er von dem Kammerherrn seines Vaters, Theoderich von Vergy. Nach dem Tod des Vaters 879 wurde Karlmann gemeinsam mit seinem älteren Bruder Ludwig III. auf Betreiben des Erzbischofs Hinkmar von Reims und von Hugo dem Abt zum König gesalbt und gekrönt. Der Kanzler Gauzlin von Saint-Denis aber hatte dem Ostfranken Ludwig dem Jüngeren die Krone angeboten; dieser war erst nach dem Verzicht Ludwigs III. und Karlmanns auf die westliche Hälfte Lotharingens im Vertrag von Ribemont bereit, seinen Anspruch fallen zu lassen. Die somit geschaffene Grenze zwischen beiden Teilreichen sollte im Wesentlichen bis zum Ende des 13. Jahrhunderts bestehen bleiben. Gauzlin von Saint-Denis sorgte darauf in Amiens 880 für eine interne Reichsteilung unter den Brüdern: Dabei erhielt Ludwig III. als Ältester das Kernland des Reiches um die Francia und Neustrien, während Karlmann in Aquitanien und Burgund regieren sollte. Damit wollte der Kanzler vor allem die Machtsphären seiner eigenen Familie, den Rorgoniden, zu denen der Welfen um Hugo den Abt abgrenzen.
Karlmann musste den Verlust der Provence hinnehmen, wo Boso von Vienne den Thron usurpiert hatte. Mit seinem Bruder und Karl dem Dicken zog er mit einem Heer gegen Boso und dessen Verbündeten Hugo von Elsass, nahm Mâcon ein und belagerte Boso erfolglos in Vienne. Erst im Verbund mit Richard dem Gerichtsherrn, einem Bruder Bosos, konnte er Vienne nehmen, doch gelang Boso die Flucht nach Arles, wo er sein Königtum weiterführen konnte.
Vorrangiges Anliegen Karlmanns und seines Bruders war die Bekämpfung der Normannen, die 879 mit dem „Großen Heidnischen Heer“ in Flandern eingefallen waren. Im Frühjahr 880 siegte Ludwig der Jüngere bei Charleroi über die Normannen, worauf im August 881 Ludwig III. bei Saucourt einen glänzenden Sieg errang.
Nach Ludwigs Tod im August 882 übernahm Karlmann in Quierzy unbestritten die Herrschaft im gesamten Westfränkischen Reich. Im selben Jahr war Ludwig der Jüngere gestorben; dessen Zusage, dass das westliche Lotharingien nach seinem Tod an das Westfrankenreich fallen solle, wurde von dessen Bruder Karl dem Dicken bei einem Treffen mit Karlmann in Worms im November 882 nicht erfüllt. Ebenfalls im Jahr 882 eroberten die Normannen Reims, was Erzbischof Hinkmar zur Flucht nach Épernay nötigte. Karlmann erlitt 883 in der Nähe von Abbeville eine schwere Niederlage, woraufhin die Wikinger im folgenden Jahr ungehindert die Somme-Region plündern konnten. Erst durch eine in Compiègne 884 entrichtete Tributzahlung von 12.000 Livre in Silber konnte Karlmann den Abzug der Normannen erreichen.
Karlmann starb im Dezember 884 im Wald von Bézu bei Les Andelys an den Folgen eines Jagdunfalls, nachdem er von einem seiner Getreuen versehentlich verwundet worden war; er wurde in der Kathedrale von Saint-Denis bei Paris beigesetzt.
Da Karlmann und sein Bruder Ludwig III. kinderlos verstorben waren und ihr Halbbruder Karl noch unmündig war, wählten die Großen des Reiches 885 Karlmanns Onkel, den ostfränkischen König Karl den Dicken, zu ihrem neuen Herrscher, da sie sich von diesem eine entschlossene Abwehr der Normannengefahr erhofften. Damit war das Reich Karls des Großen für kurze Zeit nominell nochmals vereint.